# 張英 (正統解元)
张英，字时俊，云南昆明人。明朝政治人物。

## 生平
事母至孝。正统三年（1438年）中戊午科解元。入太学时，祭酒李时勉因直言获罪，张英愤懑，且以为耻，同时大坚等诣阙，请求以身代，因此名动京师。是日，即乞归养，学士商辂赠诗纪念。居乡教授学生，卒年九十四。在云南，深得黔国公沐琮礼遇。